# 阿瓦雷
阿瓦雷是巴西圣保罗州的一个城市，距离州府圣保罗市270公里。总面积1216.64平方公里，总人口84416人，人口密度69.4人/平方公里。经济以种植业、畜牧业、旅游业为主。

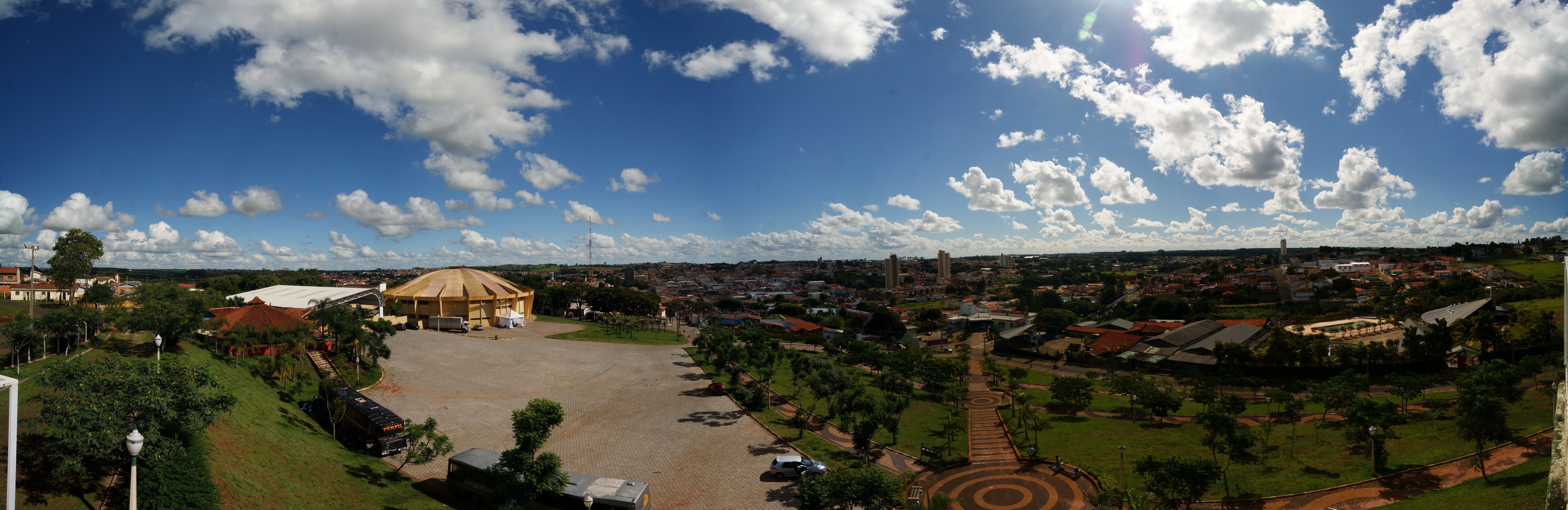